# Агрідженто
Агрідже́нто, Аґрідженто (італ. Agrigento, сиц. Girgenti) — місто та муніципалітет в Італії, у регіоні Сицилія, столиця провінції Агрідженто. Розташоване на відстані близько 520 км на південь від Рима, 95 км на південь від Палермо. 
Населення — 59 645 осіб (2014). Щорічний фестиваль відбувається 25 лютого. Покровитель — святий Джерландо.

## Назва
- Агріге́нт[3], або Агріге́нтум (лат. Agrigentum) — назва римської доби.
- Акрагант

## Історія
Агрідженто було засноване на плато з видом на море, з двома прилеглими річками, Ггіпсас та Акрагас, а також хребтом на півночі, що забезпечували природну фортифікацію. Його заснування проходило приблизно 582-580 рр. До н.е. і приписується грецьким колоністам з Джела, які назвали його "Акрагос".

## Демографія
Населення за роками:

Станом на 1 січня 2023 року в муніципалітеті офіційно проживало 2579 іноземців з 83 країн, серед них 449 громадян країн Євросоюзу та 31 громадянин України.

## Цікавинки
У великій археологічній зоні Агрідженто ще не проводилися систематичні розкопки. Ця територія знаходиться під охороною як пам'ятка Світової спадщини ЮНЕСКО. Давньогрецькі храми не мають собі рівних, принаймні за межами самої Греції. Зруйнований колосальний храм Зевса Олімпійського, розпочатий тираном Героном в ознаменування своєї перемоги над фінікійцями в битві при Гімері (480 до н. е.), але так ніколи і не добудований. На думку антикознавців, це на сьогодні  найбільший з відомих доричних храмів (111 м в довжину, 56 м в ширину). У пізнішій забудові домінує бароко.

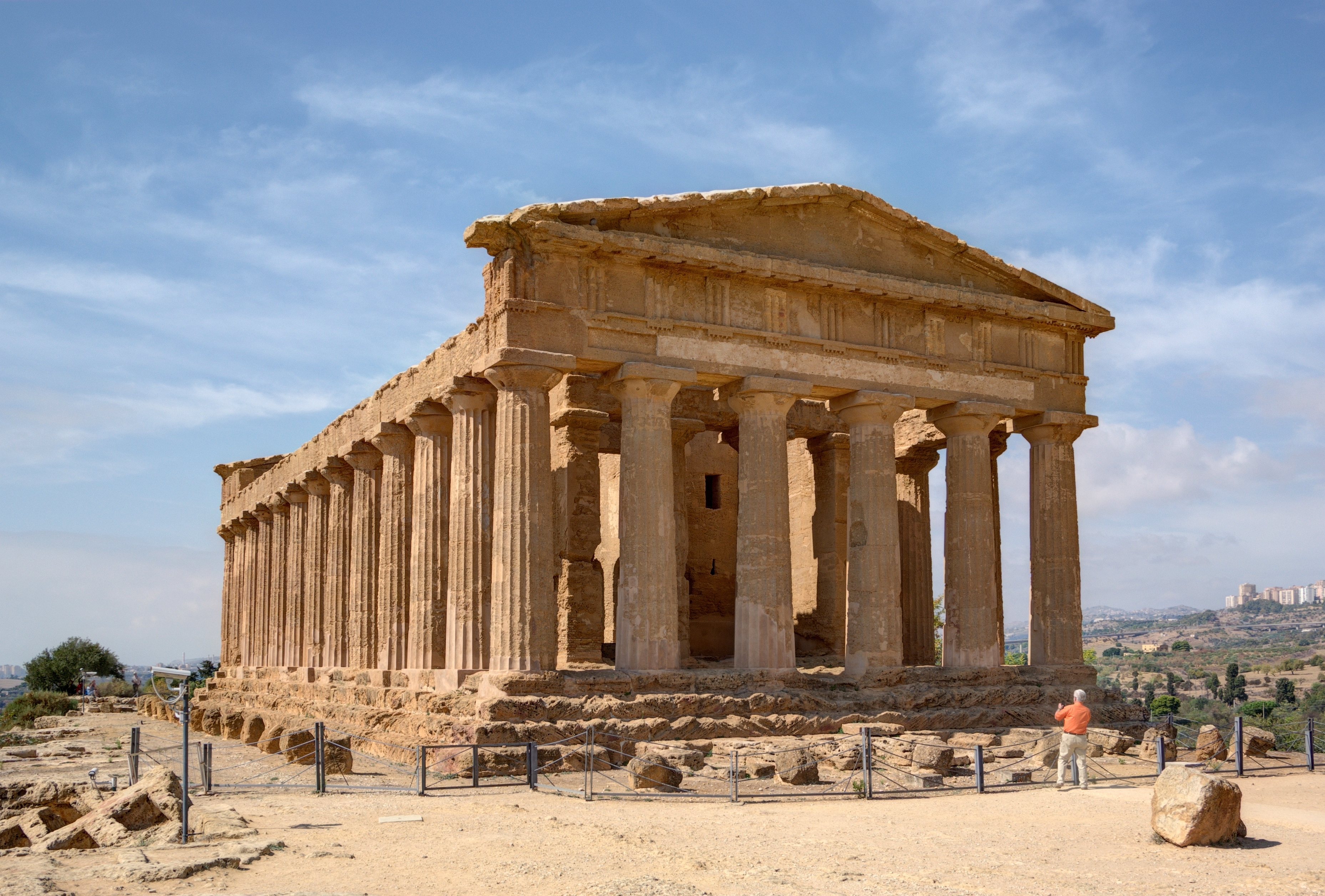
Храм Згоди мало змінився з V століття до н. е.
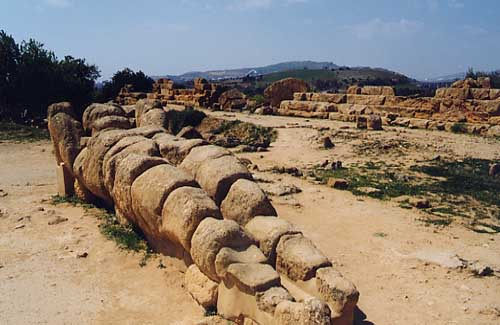
Від храму Зевса збереглася гігантська фігура атланта
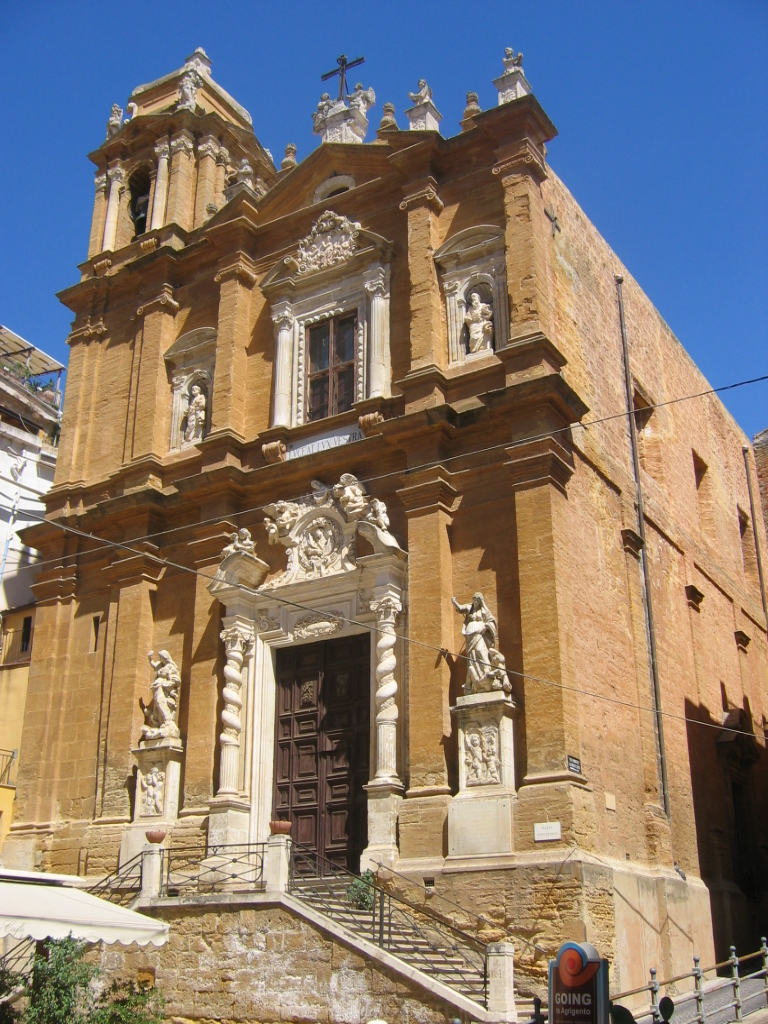
Барокова церква св. Лаврентія
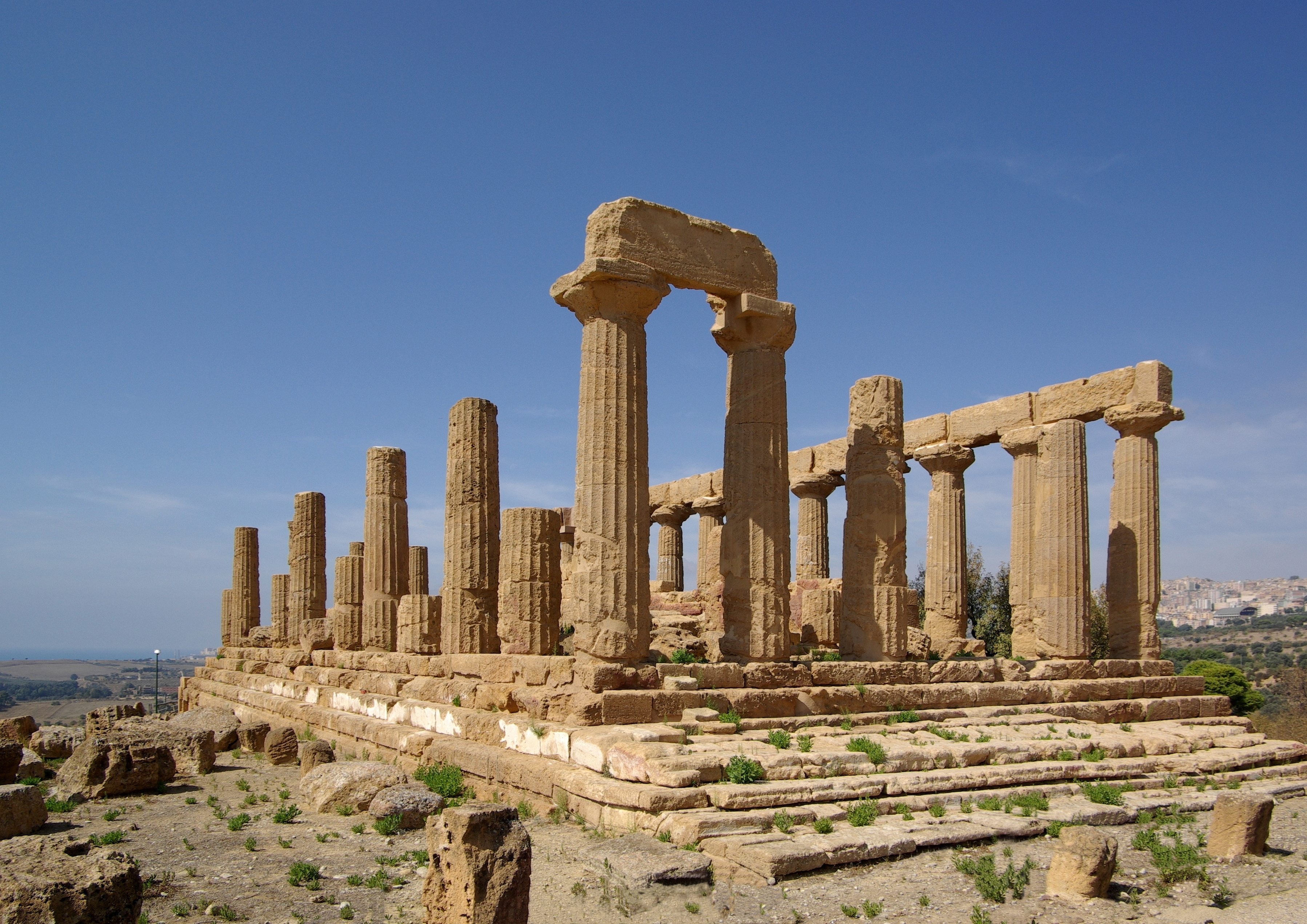
Храм Гери
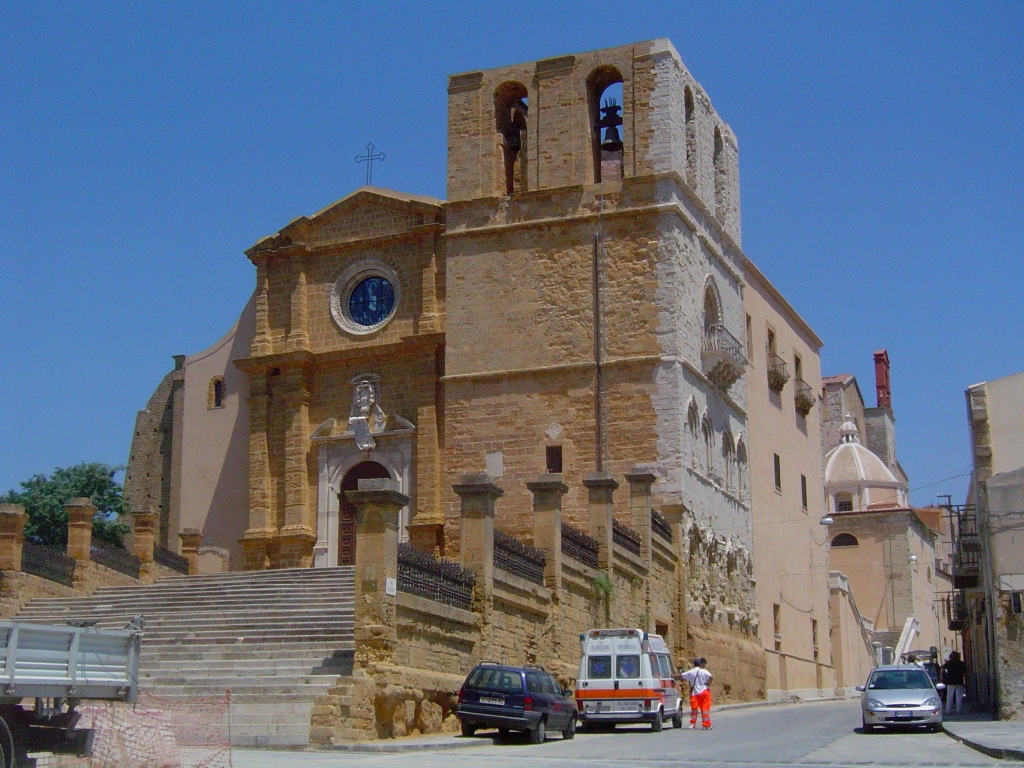
Кафедра
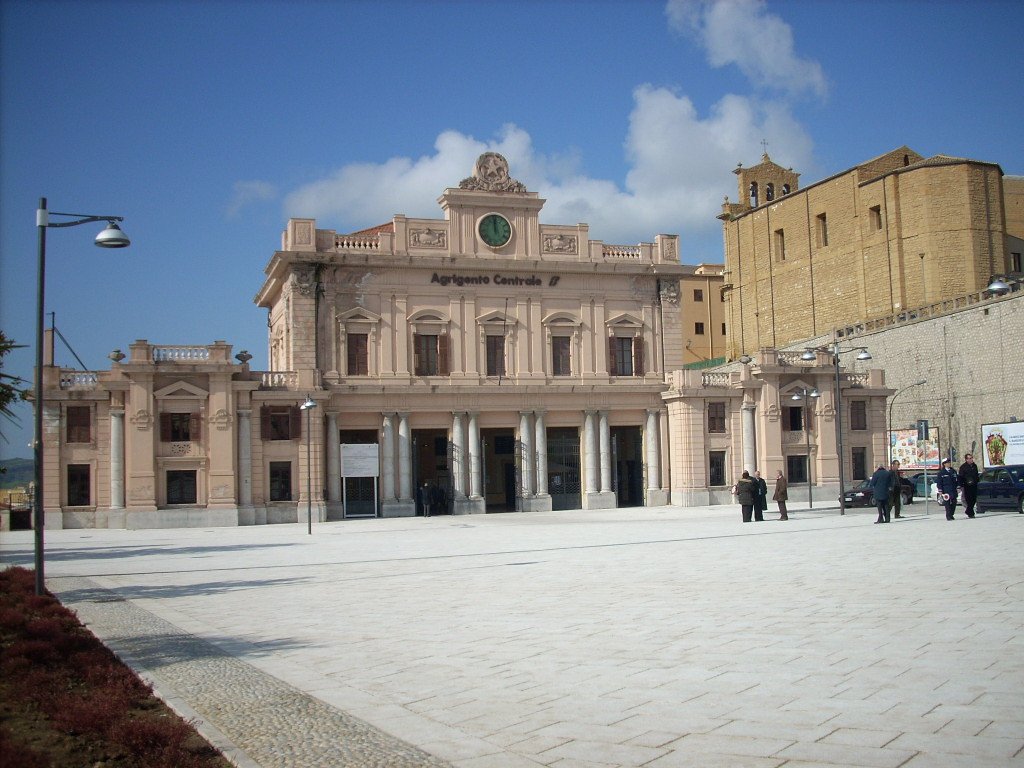
Вокзал
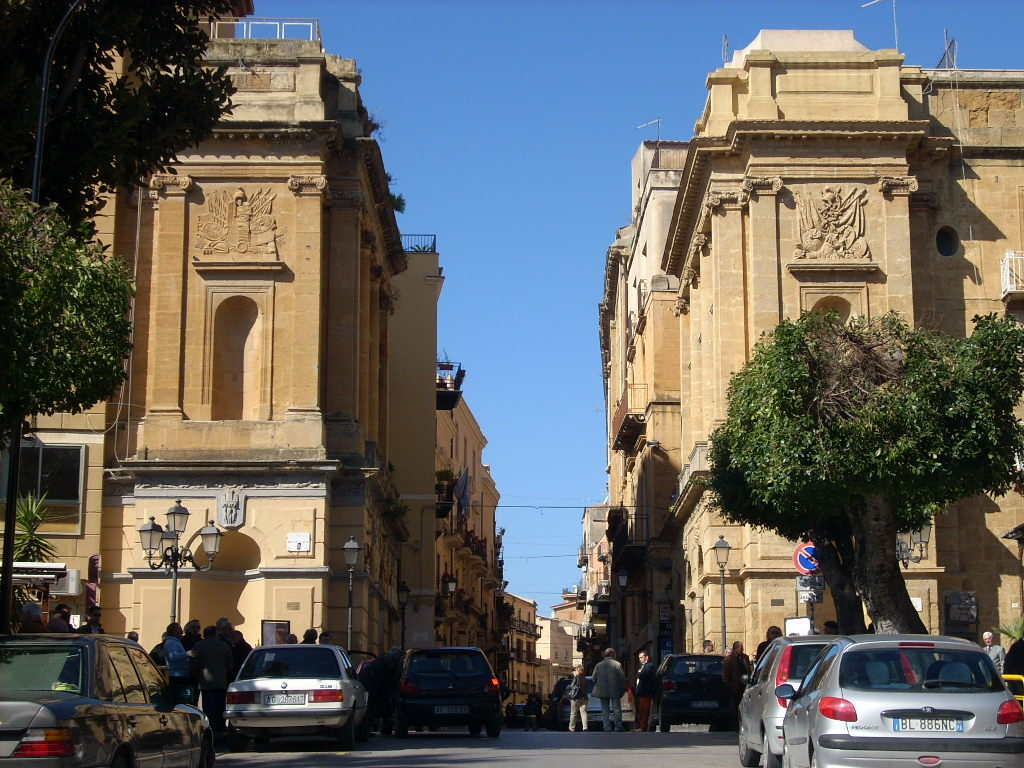
Порта ді Понте
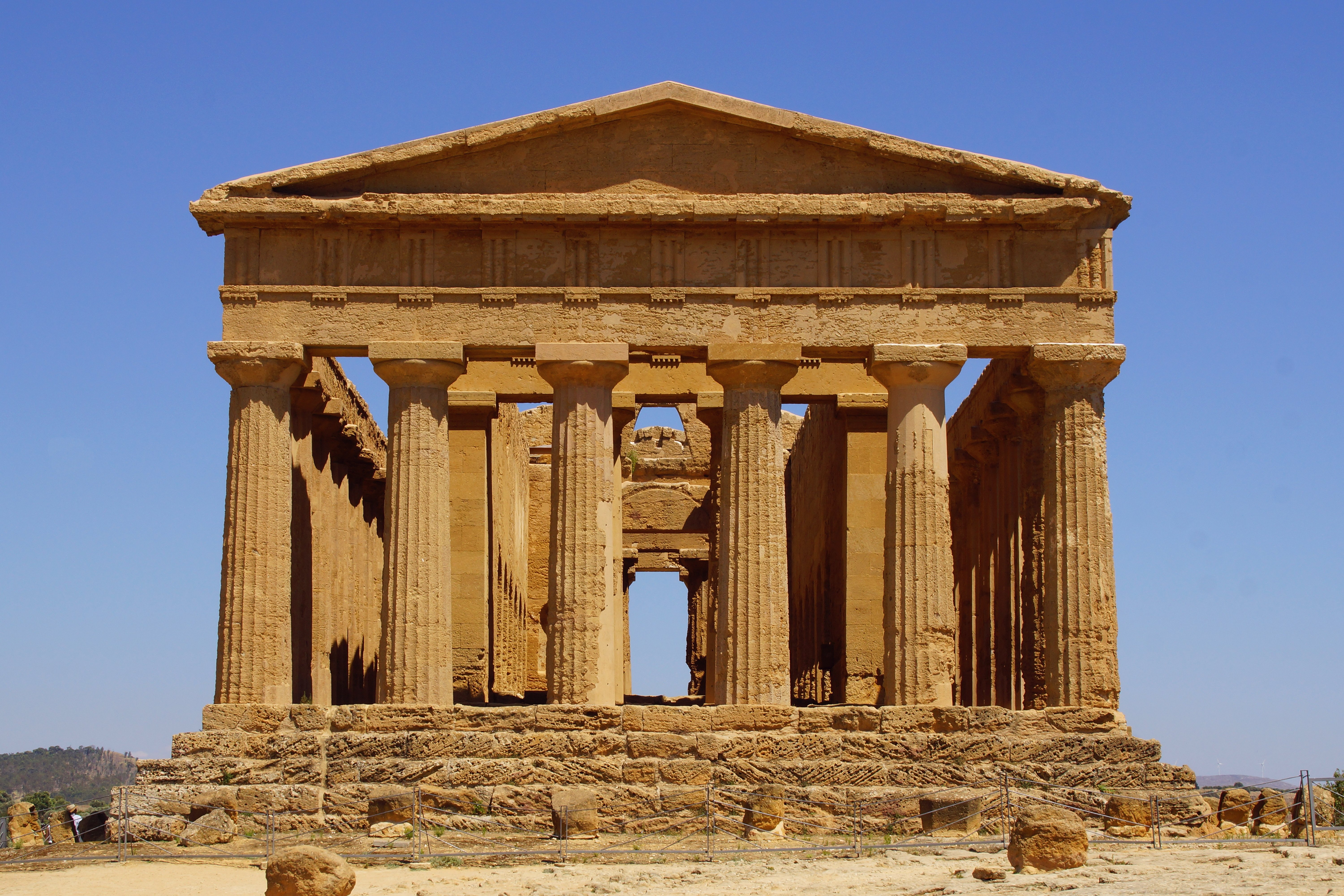
Храм Згоди
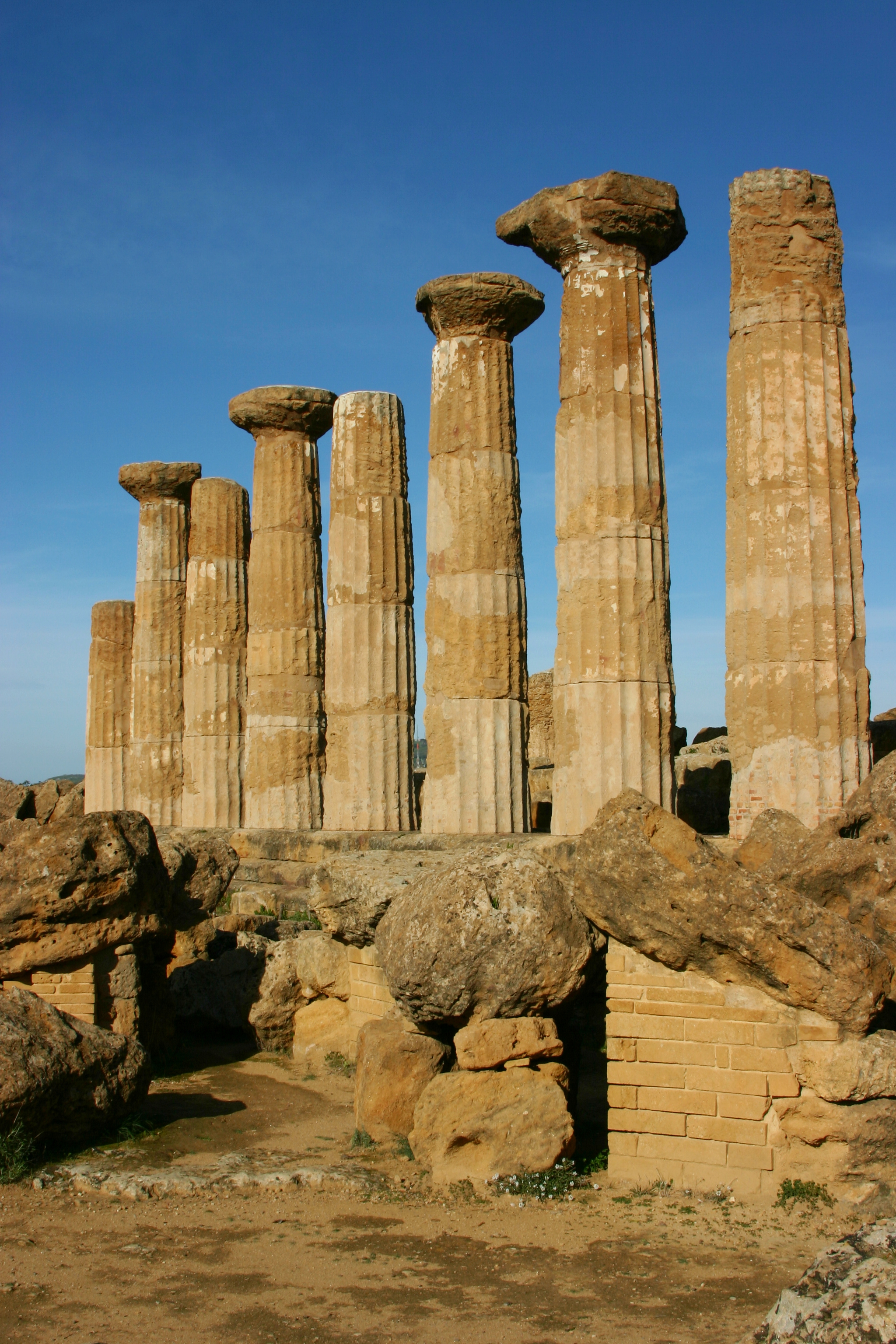
Храм Геркулеса
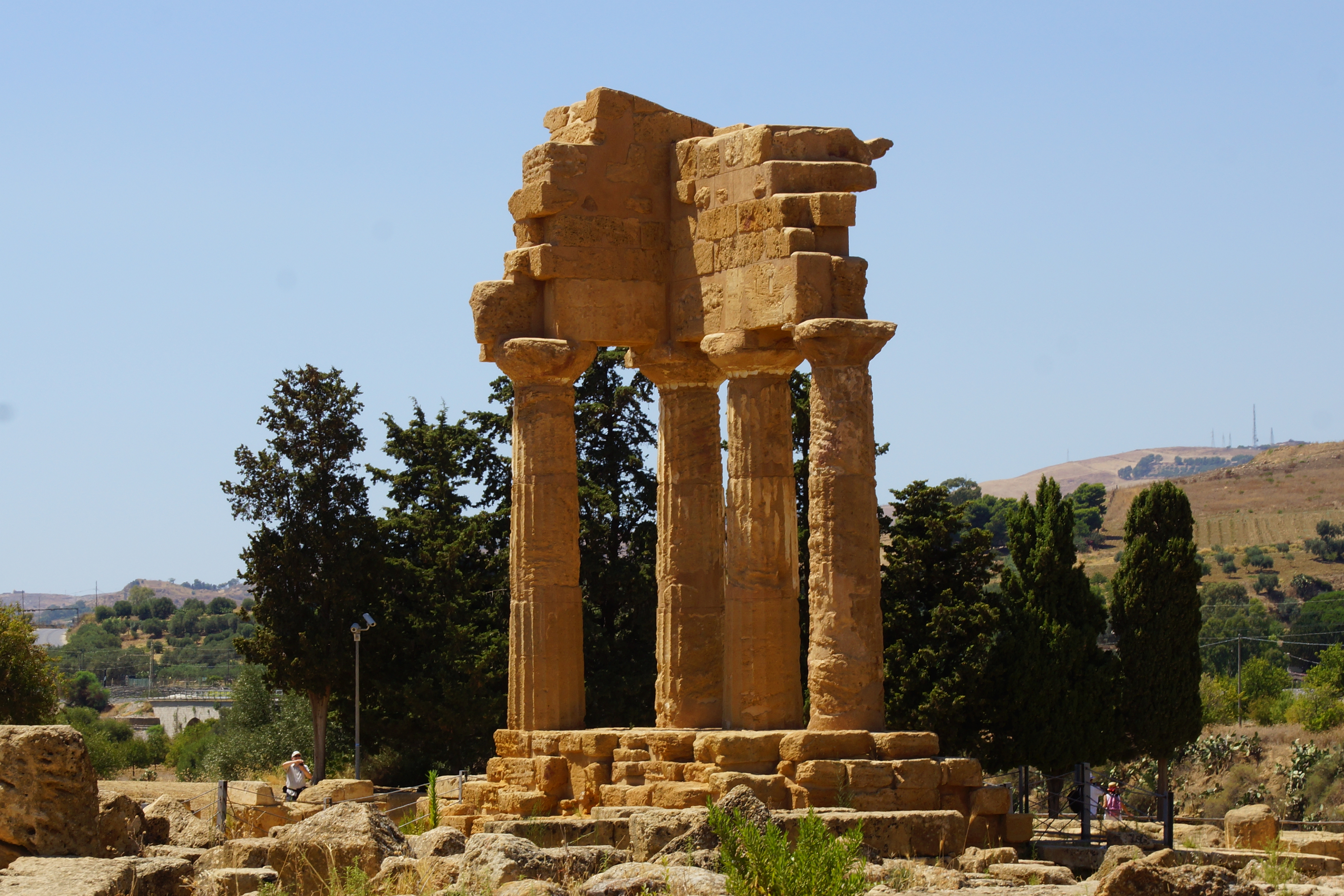
Храм Кастора та Поллюкса
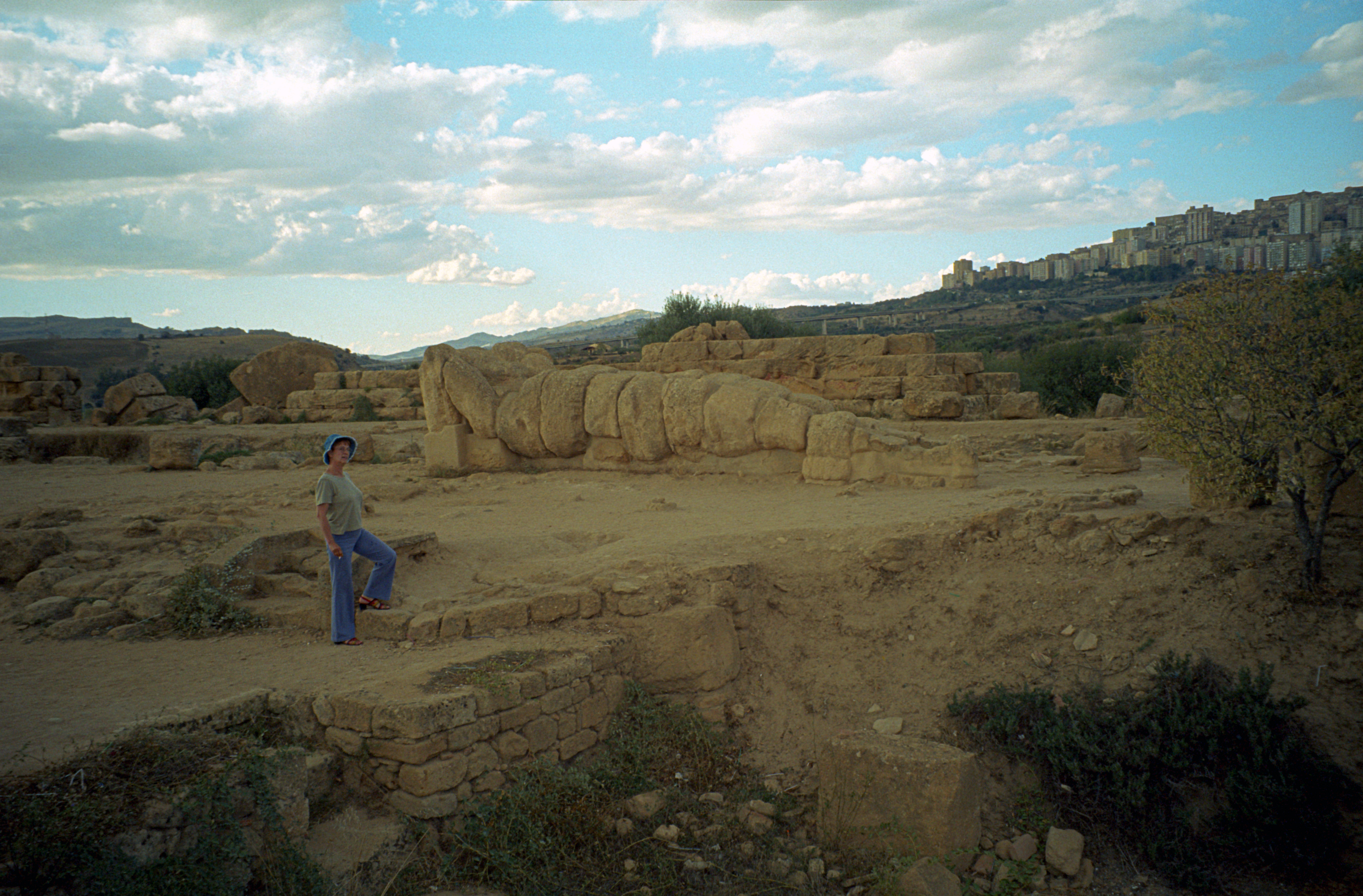
Храм Зевса Олімпійського, телемон
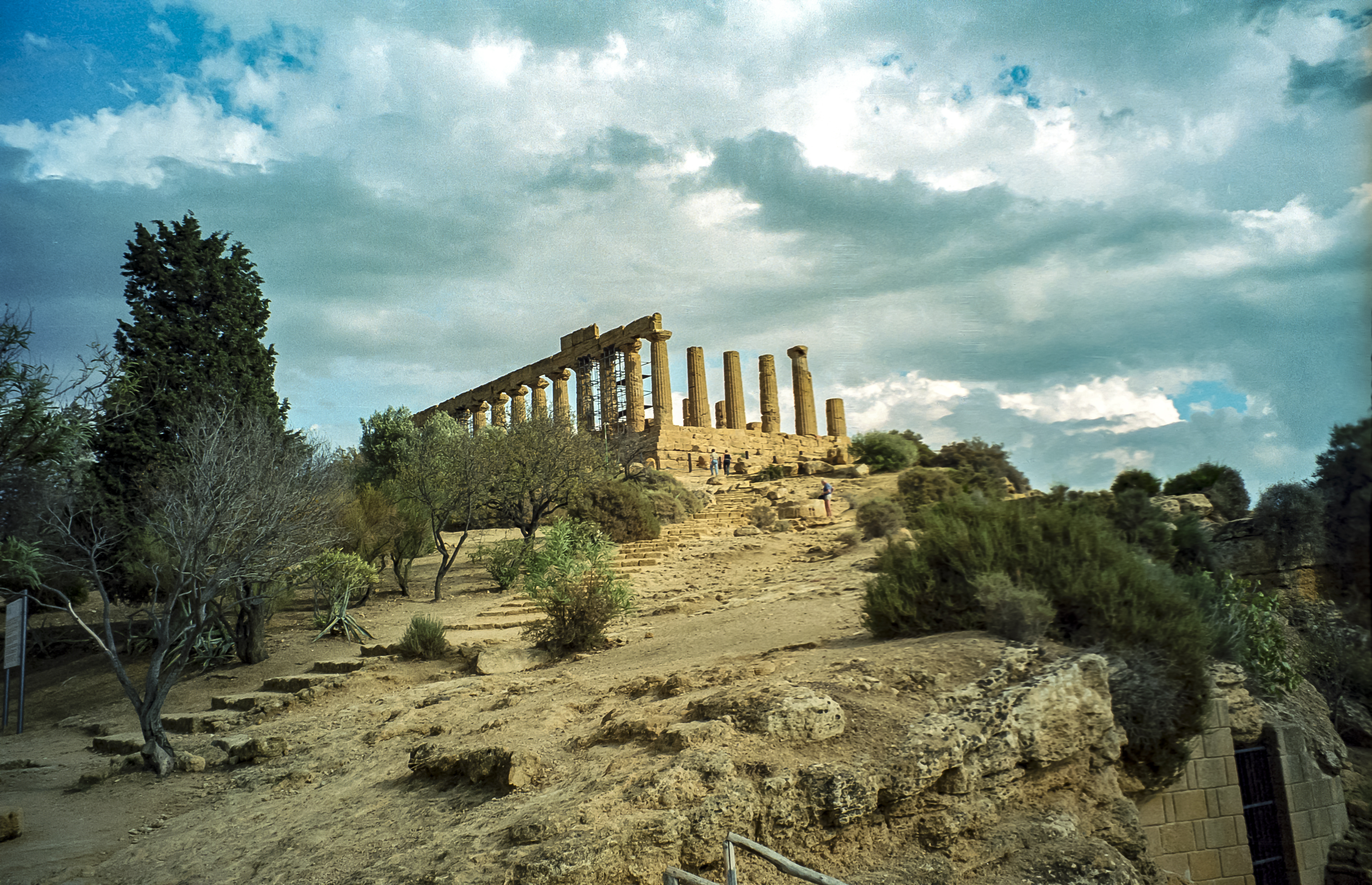
Храм Гери
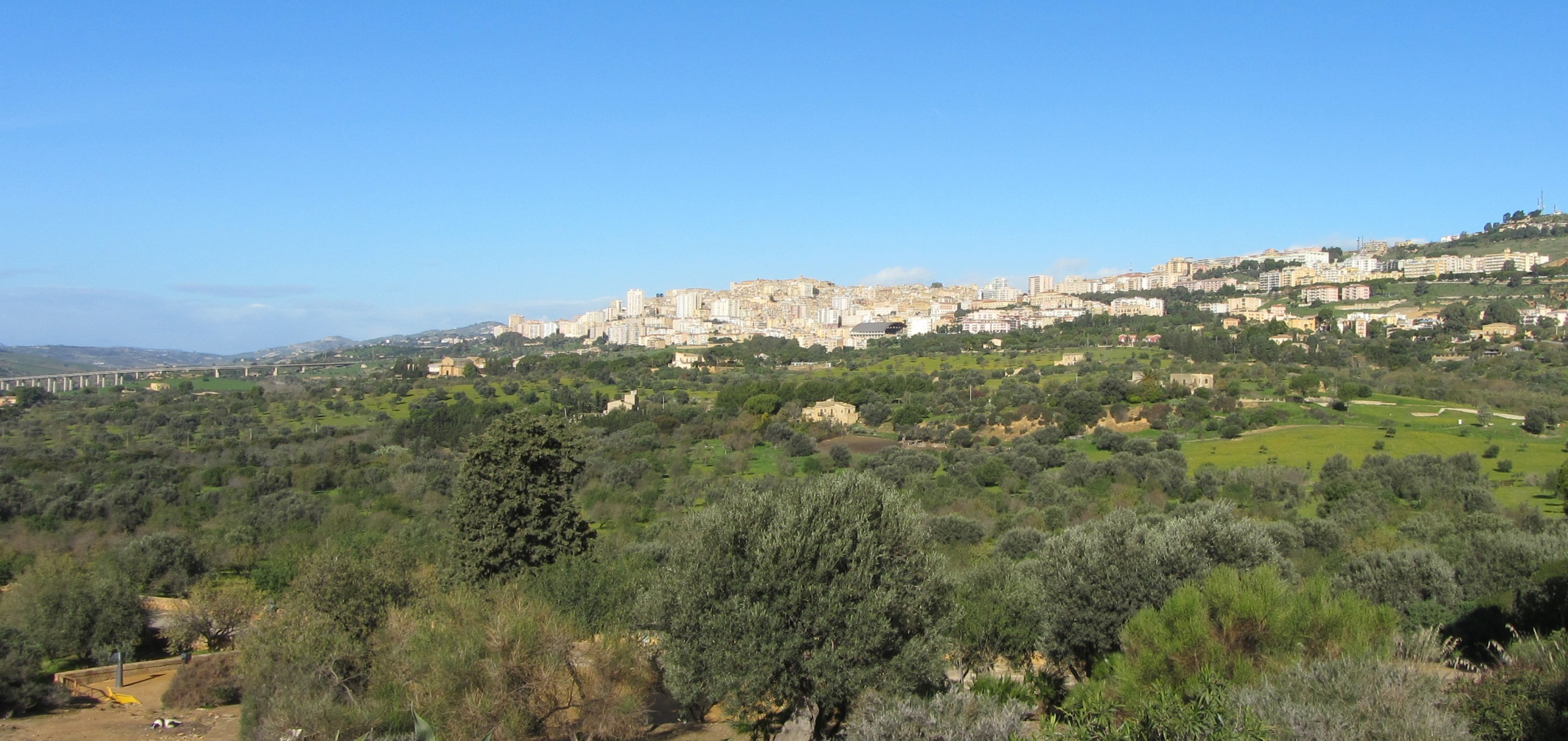
Агрідженто
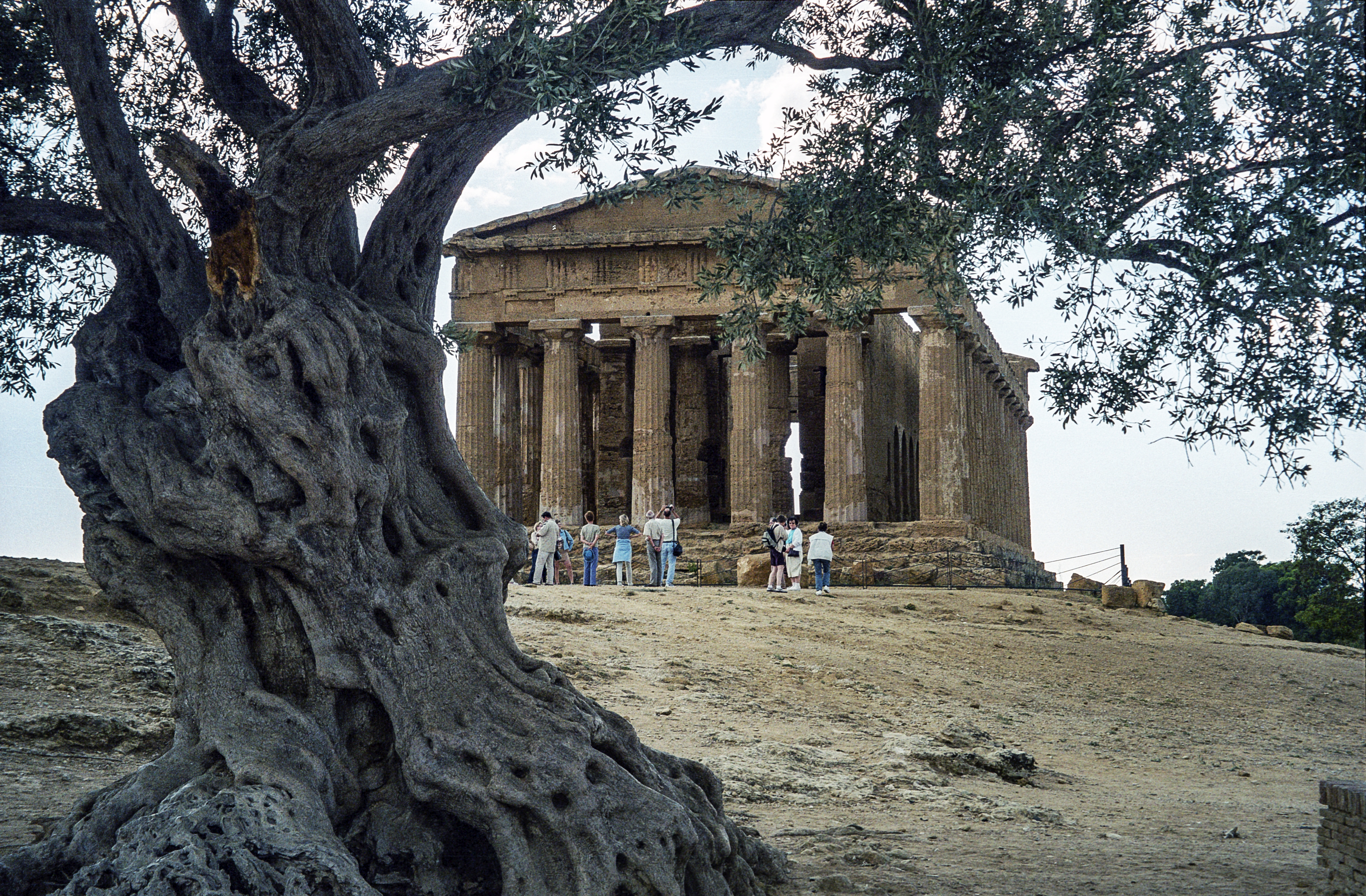
Храм Конкордії
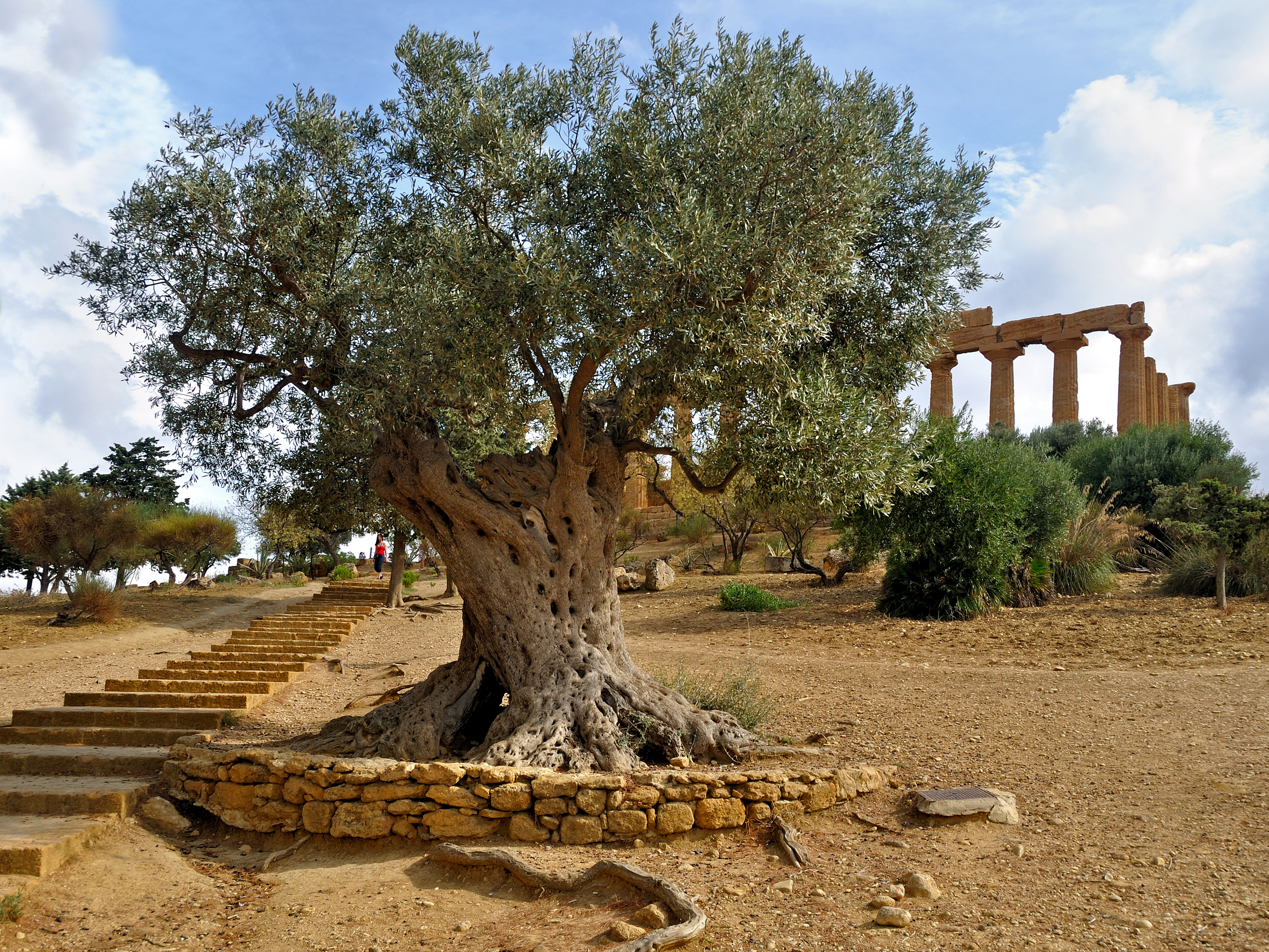
Старезна олива в Долині Храмів

## Уродженці
- Луїджі Піранделло (1867—1936) — італійський письменник і драматург
- Алессандро Меллі (*1969) — відомий у минулому італійський футболіст, нападник, згодом — спортивний функціонер.

## Почесні громадяни міста
- Романова Марія Володимирівна — голова Російського імператорського дому (2009 рік).

## Сусідні муніципалітети
- Арагона
- Каттоліка-Ераклеа
- Фавара
- Йопполо-Джанкаксіо
- Монталлегро
- Наро
- Пальма-ді-Монтек'яро
- Порто-Емпедокле
- Раффадалі
- Реальмонте
- Сант'Анджело-Муксаро
- Сікуліана